# 실수 연발

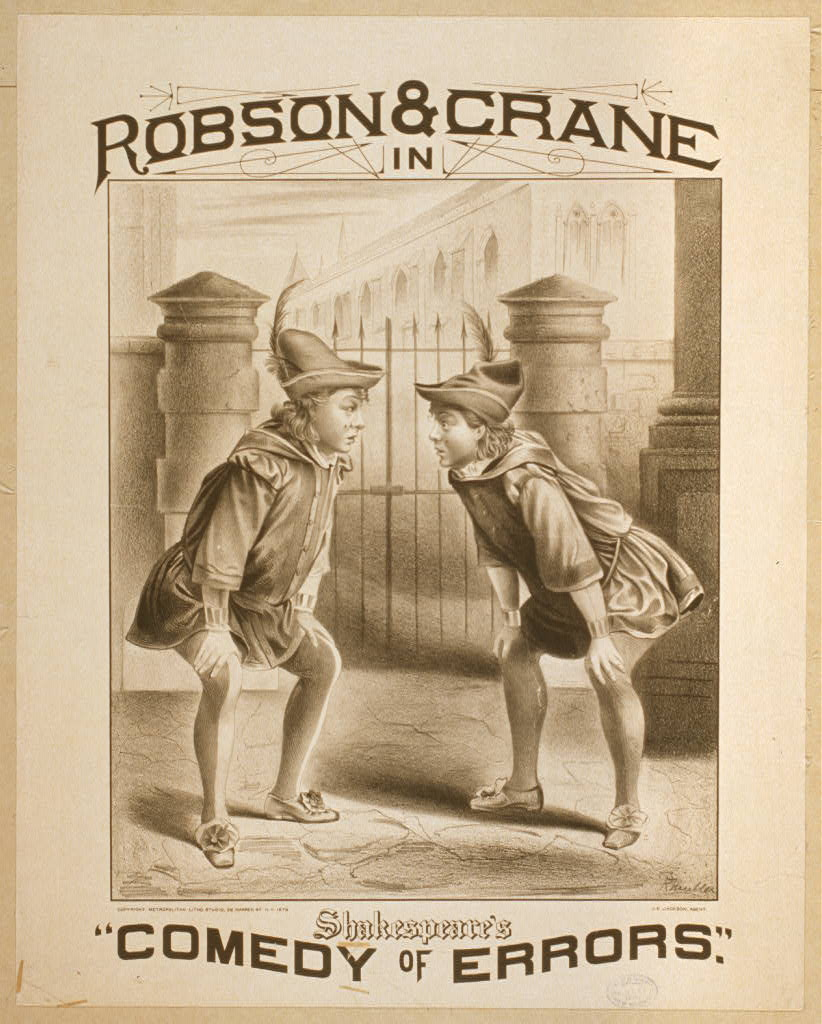

《실수 연발》(The Comedy of Errors)은 윌리엄 셰익스피어의 초기 희곡 가운데 하나이다. 어릴 때 이별한 두 쌍의 쌍둥이가 성년이 되어 재회하면서 가족을 찾는다는 이야기다. 꼭 닮은 외모 때문에 인물들 사이에 오해가 쌓이고, 오고가는 주먹다짐 가운데 관객의 웃음이 유발된다. 슬랩스틱 코미디의 원류로 간주되기도 하는 셰익스피어의 첫 작품이다.

## 배경
시라쿠사의 상인 이지언 (Aegeon)은 과거에 잃어버린 자식을 찾아 헤매다 에베소에 도착한다. 하지만 이지언은 자식과 재회하기는커녕 시라쿠사와 반목하던 이곳에서 몸값을 치르지 않으면 사형당할 위험에 처한다. 에베소의 공작에게 이지언은 자신이 에베소로 오게 된 사연을 설명한다. 부인이 쌍둥이 형제를 낳은 그날, 마을의 한 가난한 집안에도 쌍둥이 형제가 태어났고, 부양 능력이 없었던 이들 부모를 대신해 아이들을 거둬 쌍둥이 자식들의 하인으로 함께 키운다. 이후 이지언이 식솔들과 배를 타고 귀향하던 중 거대한 폭풍으로 인한 불의의 조난 사고로 아내와 헤어지게 되고 두 쌍의 쌍둥이 중 한 명씩을 잃는다. 남은 자식도 장성하자 잃어버린 형제를 찾아 떠나면서 혼자 남게 된 이지언은 자식들을 직접 찾아나서고, 에베소까지 이르게 된 것이다. 사연을 들은 공작은 이지언에게 보석금을 내면 풀어주겠다고 약속하고 하루 말미를 준다. 그사이 두 쌍의 쌍둥이 형제들은 에베소에서 재회하게 되고 꼭 닮은 외양 때문에 주변 인물들은 이들의 정체를 오인하게 된다. 그로부터 온갖 소동이 벌어진다. 결국 이지언의 사형이 집행되기 직전 헤어졌던 가족이 한자리에 모여 서로의 생사를 확인하고 이들의 재회를 축하하는 파티가 벌어진다.
‘오인된 정체성’은 셰익스피어의 희극에 자주 등장하는 모티브다. 셰익스피어는 ≪실수 연발≫에서 ‘오인된 정체’를 통해 사건을 얽히고설키게 하면서 가족의 이별과 재회라는 스토리를 전개한다. 슬랩스틱 코미디의 원류로 간주되기도 하는 셰익스피어의 첫 작품이다.